# Häxprocessen i Oppenau
Häxprocessen i Oppenau var en häxprocess som ägde rum i grevedömet Oppenau mellan 21 juni 1631 och 5 mars 1632 och resulterade i att 50 personer avrättades. Den tillhörde den våg av masshäxprocesser som spred sig i sydvästra och centrala Tyskland vid just denna tid.
Häxprocessen i Oppenau är uppmärksammad och tillhör också de mest väldokumenterade, och har ofta varit föremål för forskning. En utredning om misstänkt häxeri inleddes i juni 1631 efter mönster från flera andra städer i regionen, som just då präglades en av häxpanik med flera häxprocesser: i Offenburg, Ortenberg, Bühl, Baden och Ortenau pågick vid denna tid stora processer.
I Oppenau ledde utredning till att 170 personer angavs för häxeri i en stad på 650 personer. 50 personer avrättades under processens gång fram till 19 januari 1632. Fem åtalade, som hade utpekats för deltagande i en häxsabbat, sade då inför hot om förhör under tortyr att de hade arresterats på grund av anklagelser orsakade av ondska, lögner och fiendskap, och att allt de skulle komma att bekänna under tortyren skulle vara lögn. Stadens myndigheter rådfrågade då legala fakulteten i Strasbourg, som svarade att angivelser och vittnesmål av personer som deltagit i en satanssabbat inte räckte som bevis. Den 5 mars 1632 avbröts och avslutades plötsligt hela häxprocessen i Oppenau av stadens myndigheter utan vidare förklaring, inga fler avrättningar ägde rum och rättsprotokollen avslutades abrupt. Detta antas vara ett tecken på den allmänna förtroendekris som avslutade flera av dessa likartade massprocesser vid samma tid, som ofta i slutändan ledde till en förtroendekris mellan myndigheter, allmänhet och det legala rättssystemet och därför måste avslutas för samhällslugnets skull.
Samma mönster kunde ses även i häxprocessen i det närliggande Oberkirch, där en utredning med lokala domstolar bestående av sju medlemmar med en kommissarie och en representant för hertigen hade initierats i varje ort under staden efter mönster från Offenburg, Ortenberg, Bühl, Baden och Ortenau, sedan angivelser hade spridits från processerna i Baden och Ortenau. I Oberkirch avrättades mellan 1629 och 1632 71 personer för häxeri (varav 63 i Sasbach), ofta för att ha försvurit sig till Satan sedan han betalat dem med mynt som visade sig vara krukskärvor, ledde angivelser mot medlemmar av domstolen - bland annat en stabhalter med fru och dotter - till att myndigheterna diskrediterades så starkt att de avslutade hela häxprocessen för att kunna behålla allmänhetens förtroende.